# Halle Berry

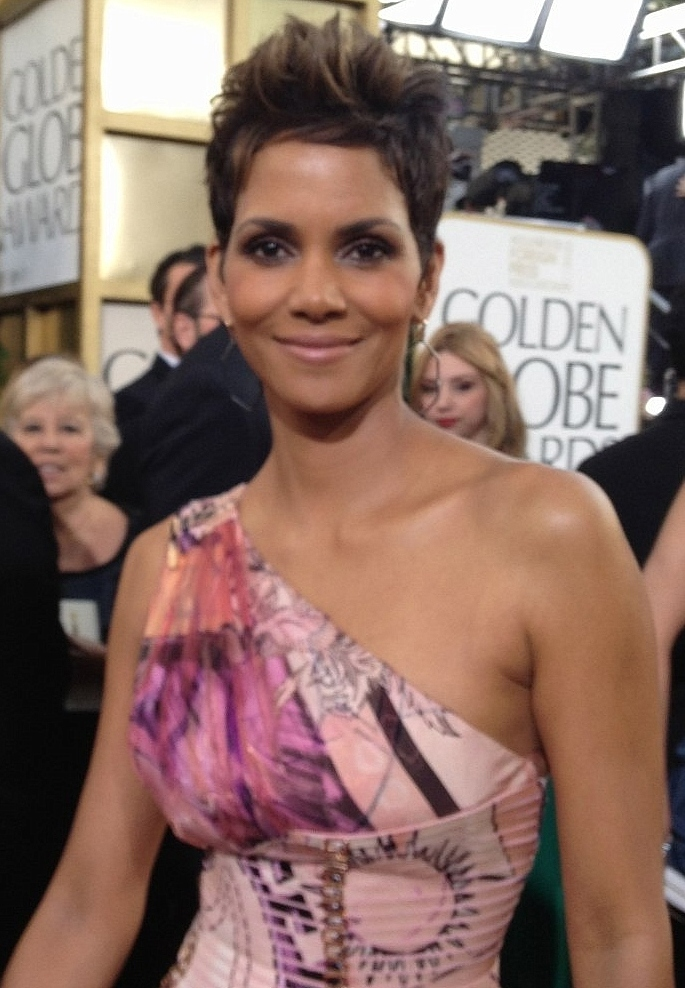
Halle Berry på Golden Globe-galan 2013

Halle Maria Berry, född 14 augusti 1966 i Cleveland, Ohio, är en amerikansk skådespelare och fotomodell.

## Biografi
Halle Berry hade en mödosam väg till framgång. Som dotter till en vit, brittiskfödd mor och en afrikanskfödd far, som övergav familjen i Halle Berrys tidiga barndom, blev hon ofta utsatt för mobbning och rasism under sin uppväxt i Cleveland. Då hon bestämde sig för att bli skådespelerska fick hon klara sig på egen hand, vilket ledde till en ansträngd levnadssituation och hård arbetspress. Detta gjorde att hon 1989 kollapsade, och det konstaterades att hon drabbats av diabetes. 
Hon lyckades få roller i några TV-serier och långfilmer efterhand, gjorde en roll som knarkare i Spike Lees Jungle Fever (1991), medverkade i Familjen Flinta, spelade mot Jessica Lange i vårdnadsdramat Losing Isaiah (1995) och mot Warren Beatty i dennes politiska satir Bulworth (1998), innan hon 1999 efter många års kamp lyckades få genomföra sitt hjärteprojekt, en mini-serie för TV om skådespelerskan och sångerskan Dorothy Dandridge, den första svarta kvinna att bli nominerad till en Oscar som "Bästa kvinnliga skådespelare" 1955. För den framgången vann hon en Emmy Award som "Bästa kvinnliga skådespelare". 
År 2002 blev Halle Berry den första svarta kvinna som vann en Oscar, nämligen för sin roll i Monster's Ball 2001. Hennes känslosamma tacktal blev mycket uppmärksammat. År 2005 fick hon den mindre smickrande Razzie Award i USA som "sämsta kvinnliga skådespelare" för rollen som Catwoman 2004, men som en av få pristagare mottog hon priset i egen person och gjorde då en parodi på sitt tidigare Oscarstal.
Halle Berry har sagt att det är viktigt för henne att varva påkostade filmproduktioner, som till exempel serien av X-men-filmer och James Bond-filmen Die Another Day (2002), med mindre, men mer konstnärligt och innehållsmässigt angelägna filmer. Hon har sagt sig vilja arbeta för att stärka färgades möjligheter att nå ut med projekt i Hollywood. År 2007 spelade hon huvudrollen i Susanne Biers Hollywood-film Things We Lost in the Fire.

### Andra aktiviteter
Som fotomodell har hon i många år varit knuten till kosmetikaföretaget Revlon.
I kompanjonskap med den svenske Hongkongbaserade entreprenören Erik Ryd lanserade hon 2014 en kollektion underkläder i USA.

## Privatliv
Halle Berry var gift med basebollspelaren David Justice 1992–1997 och med sångaren Eric Benét 2001–2005. I mars 2008 fick Halle Berry och den kanadensiske fotomodellen Gabriel Aubry dottern Nahla Ariela i ett förhållande som inleddes 2005 och varade till 2010. Sommaren 2013 gifte hon sig med den franske skådespelaren Olivier Martinez i Frankrike och fick med honom sonen Maceo hösten 2013. I en tidigare komplicerad relation med en annan känd amerikansk filmstjärna, vars namn ej avslöjats av Berry, förlorade hon 80 procent av hörseln på vänster öra efter ett slag mot huvudet.

## Filmografi
- 1989 – Living Dolls (TV-serie)
- 1991 – Jungle Fever
- 1991 – Heta affärer
- 1991 – Den siste scouten
- 1991 – Knots Landing (TV-serie)
- 1992 – Boomerang
- 1993 – The Program
- 1993 – En buse till pappa
- 1994 – Familjen Flinta
- 1995 – Losing Isaiah
- 1996 – Beslut utan återvändo
- 1996 – Race the Sun
- 1998 – The Wedding
- 1998 – Why do Fools Fall in Love
- 1998 – Bulworth
- 1999 – Dorothy Dandridge
- 2000 – X-Men (rollen som Storm)
- 2001 – Swordfish
- 2001 – Monster's Ball
- 2002 – Die Another Day
- 2003 – Gothika
- 2003 – X2: X-Men United
- 2004 – Catwoman
- 2005 – Their Eyes Were Watching God (TV)
- 2005 – Robotar
- 2006 – X-Men: The Last Stand
- 2007 – Perfect Stranger
- 2007 – Things We Lost in the Fire
- 2010 – Frankie and Alice
- 2011 – New Year's Eve
- 2012 – Dark Tide
- 2012 – Cloud Atlas
- 2013 – Movie 43
- 2013 – The Call
- 2014 – X-Men: Days of Future Past
- 2014–2015 – Extant (TV-serie)
- 2016 – Kevin Hart: What Now?
- 2017 – Kidnap
- 2017 – Kingsman: The Golden Circle
- 2017 – Kings
- 2019 – John Wick: Chapter 3
- 2020 – Bruised
- 2022 – Moonfall